# Stefan Bozhkov
Stefan Bozhkov   (Sofia, 20 de setembre de 1923 - Sofia, 1 de febrer de 2014) fou un futbolista búlgar de la dècada de 1940.
Fou 53 cops internacional amb la selecció búlgara amb la qual participà en els Jocs Olímpics d'Estiu de 1952 i 1956. A més fou l'entrenador que guanyà la medalla d'argent als Jocs Olímpics de 1968.
Pel que fa a clubs, defensà els colors de PFC CSKA Sofia.